# Mount Popov
Mount Popov (englisch; bulgarisch Попов връх Popow wrach) ist ein 650 m hoher und wuchtiger Berg im Bigla Ridge an der Foyn-Küste des Grahamlands im Norden der Antarktischen Halbinsel. Mit seinen markanten und felsigen Hängen ragt er 13 km südsüdwestlich des Balder Point, 7,65 km nordwestlich des Spur Point und 12,64 km nordöstlich des Varad Point auf. der Beaglehole-Gletscher liegt westlich und das Cabinet Inlet nordöstlich von ihm.
Britische Wissenschaftler kartierten ihn 1974. Die bulgarische Kommission für Antarktische Geographische Namen benannte ihn 2013 nach dem bulgarischen Physiker Todor Popow, der ab 1996 in zwei aufeinanderfolgenden antarktischen Sommerkampagnen auf der St.-Kliment-Ohridski-Station auf der Livingston-Insel tätig war.